# Elasmosoma petulans
Elasmosoma petulans är en stekelart som beskrevs av Muesebeck 1941. Elasmosoma petulans ingår i släktet Elasmosoma och familjen bracksteklar. Inga underarter finns listade i Catalogue of Life.